# 자료 복구

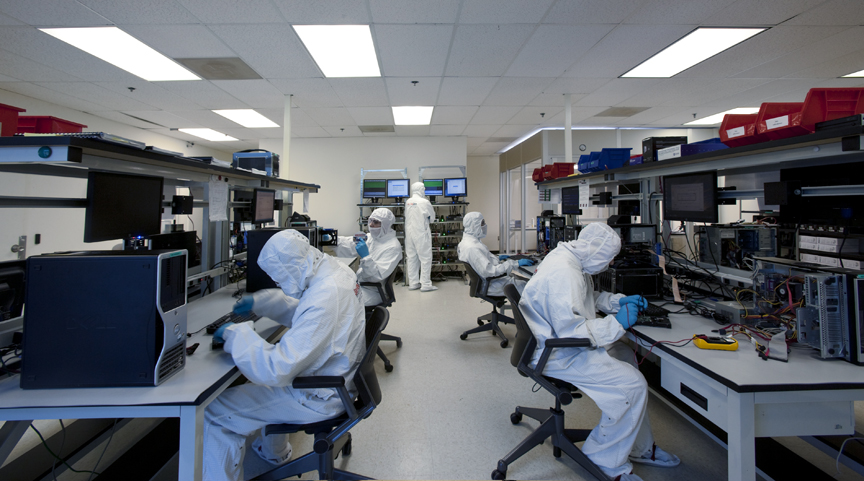

자료 복구(資料復舊, 영어: data recovery) 또는 데이터 복구( - 復舊)는 보조 기억 장치, 이동식 매체 또는 파일에서 삭제, 접근 불가능, 손실, 손상, 파괴 또는 덮어쓰인 데이터를 일반적인 방법으로 접근할 수 없을 때 이를 검색하는 과정이다. 자료는 주로 내부 또는 외부 하드 디스크 드라이브(HDD), 솔리드 스테이트 드라이브(SSD), USB 플래시 드라이브, 자기 테이프, CD, DVD, RAID 서브 시스템 및 기타 전자 장치와 같은 저장 매체에서 복구된다. 복구는 저장 장치의 물리적 손상 또는 파일 시스템의 논리적 손상으로 인해 호스트 운영체제(OS)에 의해 마운트되지 못하는 경우 필요할 수 있다.
논리적 오류는 하드 드라이브 장치는 작동하지만 사용자 또는 자동화된 OS가 저장된 자료를 검색하거나 접근할 수 없을 때 발생한다. 논리적 오류는 엔지니어링 칩의 손상, 파티션 손실, 펌웨어 오류 또는 포맷/재설치 중의 오류로 인해 발생할 수 있다.
자료 복구는 매우 간단할 수도 있고 기술적인 문제일 수도 있다. 그렇기 때문에 이 분야에 특화된 특정 소프트웨어 회사들이 존재한다.

## 개요
가장 일반적인 자료 복구 시나리오는 운영체제 오류, 저장 장치 오작동, 저장 장치의 논리적 오류, 우발적인 손상 또는 삭제 등(일반적으로 단일 드라이브, 단일 파티션, 단일 OS 시스템에서)이며, 이 경우 궁극적인 목표는 손상된 미디어의 모든 중요한 파일을 다른 새 드라이브로 단순히 복사하는 것이다. 이는 문제의 손상된 드라이브 대신 ROM 또는 USB 드라이브에서 직접 부팅하여 라이브 CD 또는 DVD를 사용하여 수행할 수 있다. 많은 라이브 CD 또는 DVD는 시스템 드라이브와 백업 드라이브 또는 이동식 미디어를 마운트하고, 파일 관리자 또는 광 디스크 제작 소프트웨어로 시스템 드라이브에서 백업 미디어로 파일을 이동하는 수단을 제공한다. 이러한 사례는 종종 디스크 파티션을 통해 완화될 수 있으며, 교체 가능한 OS 시스템 파일과 다른 파티션에 중요한 자료 파일(또는 그 사본)을 지속적으로 저장함으로써 해결할 수 있다.
또 다른 시나리오는 손상된 파일 시스템 또는 드라이브 파티션, 또는 하드 디스크 드라이브 오류와 같은 드라이브 수준의 오류를 포함한다. 이러한 경우 자료는 미디어 장치에서 쉽게 읽히지 않는다. 상황에 따라 해결책은 논리적 파일 시스템, 파티션 테이블 또는 마스터 부트 레코드를 복구하거나, 펌웨어를 업데이트하거나, 손상된 자료의 소프트웨어 기반 복구부터 손상된 서비스 영역(하드 디스크 드라이브의 "펌웨어"라고도 함)의 하드웨어 및 소프트웨어 기반 복구, 그리고 자료를 새 드라이브로 추출할 수 있도록 물리적으로 손상된 드라이브의 하드웨어 교체에 이르는 드라이브 복구 기술을 포함한다. 드라이브 복구가 필요한 경우, 드라이브 자체가 영구적으로 고장 난 경우가 많으며, 초점은 오히려 읽을 수 있는 모든 자료를 복구하는 일회성 복구에 있다.
세 번째 시나리오에서는 사용자가 저장 매체에서 파일을 실수로 "삭제"한 경우이다. 일반적으로 삭제된 파일의 내용은 물리적 드라이브에서 즉시 제거되지 않는다. 대신 디렉토리 구조에서 해당 파일에 대한 참조가 제거되며, 이후 삭제된 자료가 차지했던 공간은 나중에 다른 자료로 덮어쓸 수 있도록 사용 가능해진다. 최종 사용자 입장에서는 삭제된 파일을 표준 파일 관리자를 통해 찾을 수 없지만, 삭제된 자료는 기술적으로 여전히 물리적 드라이브에 존재한다. 그동안 원본 파일 내용은 종종 여러 개의 단편화된 상태로 남아 있으며, 다른 자료 파일에 의해 덮어쓰여지지 않았다면 복구할 수 있다.
"자료 복구"라는 용어는 포렌식 응용 프로그램이나 간첩 행위의 맥락에서도 사용되며, 이 경우 손상된 자료가 아니라 암호화되거나 숨겨지거나 삭제된 자료가 복구된다. 때로는 바이러스 공격과 같은 이유로 컴퓨터에 있는 자료가 암호화되거나 숨겨지는데, 이는 일부 컴퓨터 포렌식 전문가에 의해서만 복구될 수 있다.

## 물리적 손상
다양한 오류가 저장 매체에 물리적 손상을 일으킬 수 있으며, 이는 인적 오류 및 자연 재해로 인해 발생할 수 있다. CD-ROM은 금속 기판이나 염료층이 긁힐 수 있고; 하드 디스크는 헤드 충돌, PCB 고장, 모터 고장과 같은 수많은 기계적 고장을 겪을 수 있으며; 테이프는 단순히 끊어질 수 있다.
하드 드라이브의 물리적 손상은 헤드 충돌이 발생한 경우에도 영구적인 데이터 손실을 의미하지는 않는다. 그러나 수분과 부식에 장기간 노출된 극단적인 경우(예: 10년 이상 뉴포트 매립지에 묻혔던 제임스 하웰스의 비트코인 하드 드라이브와 같은 경우)에는 복구가 불가능한 경우가 많다. 드물게는 자료의 가치가 매우 높을 때 잔류 자기 흔적을 감지하기 위해 자기력 현미경 (MFM)과 같은 포렌식 기술이 탐색되기도 했다. 많은 전문 자료 복구 회사에서 사용하는 다른 기술들은 고장이 발생했을 때 손실된 자료의 대부분, 또는 전부를 일반적으로 복구할 수 있다.
물론 플래터에 심각한 손상이 발생한 경우와 같은 예외도 있다. 그러나 하드 드라이브를 수리하고 전체 이미지 또는 클론을 생성할 수 있다면 대부분의 경우 논리적 파일 구조를 재구성할 수 있다.
대부분의 물리적 손상은 최종 사용자가 수리할 수 없다. 예를 들어, 일반 환경에서 하드 디스크 드라이브를 열면 공기 중의 먼지가 플래터에 앉아 플래터와 읽기/쓰기 헤드 사이에 끼일 수 있다. 정상 작동 시 읽기/쓰기 헤드는 플래터 표면에서 3~6 나노미터 높이로 떠 있으며, 일반 환경에서 발견되는 평균 먼지 입자의 직경은 일반적으로 약 30,000 나노미터이다. 이러한 먼지 입자가 읽기/쓰기 헤드와 플래터 사이에 끼이면 새로운 헤드 충돌을 일으켜 플래터를 더욱 손상시키고 복구 과정을 방해할 수 있다. 또한, 최종 사용자는 일반적으로 이러한 수리를 수행하는 데 필요한 하드웨어 또는 기술 전문 지식이 없다. 따라서 자료 복구 회사는 중요한 자료를 복구하기 위해 종종 고용되며, 더 평판이 좋은 회사들은 클래스 100의 먼지 및 정전기 없는 청정실을 사용한다.

### 복구 기술
물리적으로 손상된 하드웨어에서 자료를 복구하는 데에는 여러 가지 기술이 포함될 수 있다. 일부 손상은 하드 디스크의 부품을 교체함으로써 수리될 수 있다. 이것만으로도 디스크를 사용할 수 있게 될 수도 있지만, 논리적 손상은 여전히 남아 있을 수 있다. 특수 디스크 이미징 절차는 표면에서 읽을 수 있는 모든 비트를 복구하는 데 사용된다. 이 이미지를 획득하여 신뢰할 수 있는 매체에 저장하면 논리적 손상에 대해 안전하게 분석할 수 있으며, 원래 파일 시스템의 상당 부분을 재구성할 수 있을 것이다.

#### 하드웨어 수리
흔한 오해는 손상된 인쇄 회로 기판(PCB)을 복구 과정에서 단순히 정상 드라이브의 동일한 PCB로 교체할 수 있다는 것이다. 이는 2003년 이전에 제조된 하드 디스크 드라이브에서는 드물게 작동할 수 있지만, 최신 드라이브에서는 작동하지 않는다. 최신 드라이브의 전자 기판에는 일반적으로 드라이브별 적응 자료(일반적으로 불량 섹터의 지도 및 튜닝 매개변수)와 드라이브의 자료에 제대로 접근하는 데 필요한 기타 정보가 포함되어 있다. 교체 보드는 효과적으로 모든 자료를 복구하기 위해 이 정보가 필요한 경우가 많다. 교체 보드는 재프로그램해야 할 수도 있다. 일부 제조업체(예: 시게이트)는 이 정보를 직렬 EEPROM 칩에 저장하며, 이 칩은 제거하여 교체 보드로 옮길 수 있다.
각 하드 디스크 드라이브에는 시스템 영역 또는 서비스 영역이라고 불리는 부분이 있다. 이 드라이브의 부분은 최종 사용자가 직접 접근할 수 없으며, 일반적으로 드라이브의 펌웨어와 드라이브가 정상 매개변수 내에서 작동하도록 돕는 적응형 자료를 포함한다. 시스템 영역의 한 기능은 드라이브 내의 결함 섹터를 기록하는 것이다. 본질적으로 드라이브에 자료를 쓸 수 있는 곳과 없는 곳을 알려주는 것이다.
섹터 목록은 PCB에 부착된 다양한 칩에도 저장되며, 각 하드 디스크 드라이브마다 고유하다. PCB의 자료가 플래터에 저장된 자료와 일치하지 않으면 드라이브가 제대로 보정되지 않는다. 대부분의 경우 드라이브 헤드가 PCB에 저장된 자료와 일치하는 자료를 찾을 수 없기 때문에 딸깍거린다.

## 논리적 손상

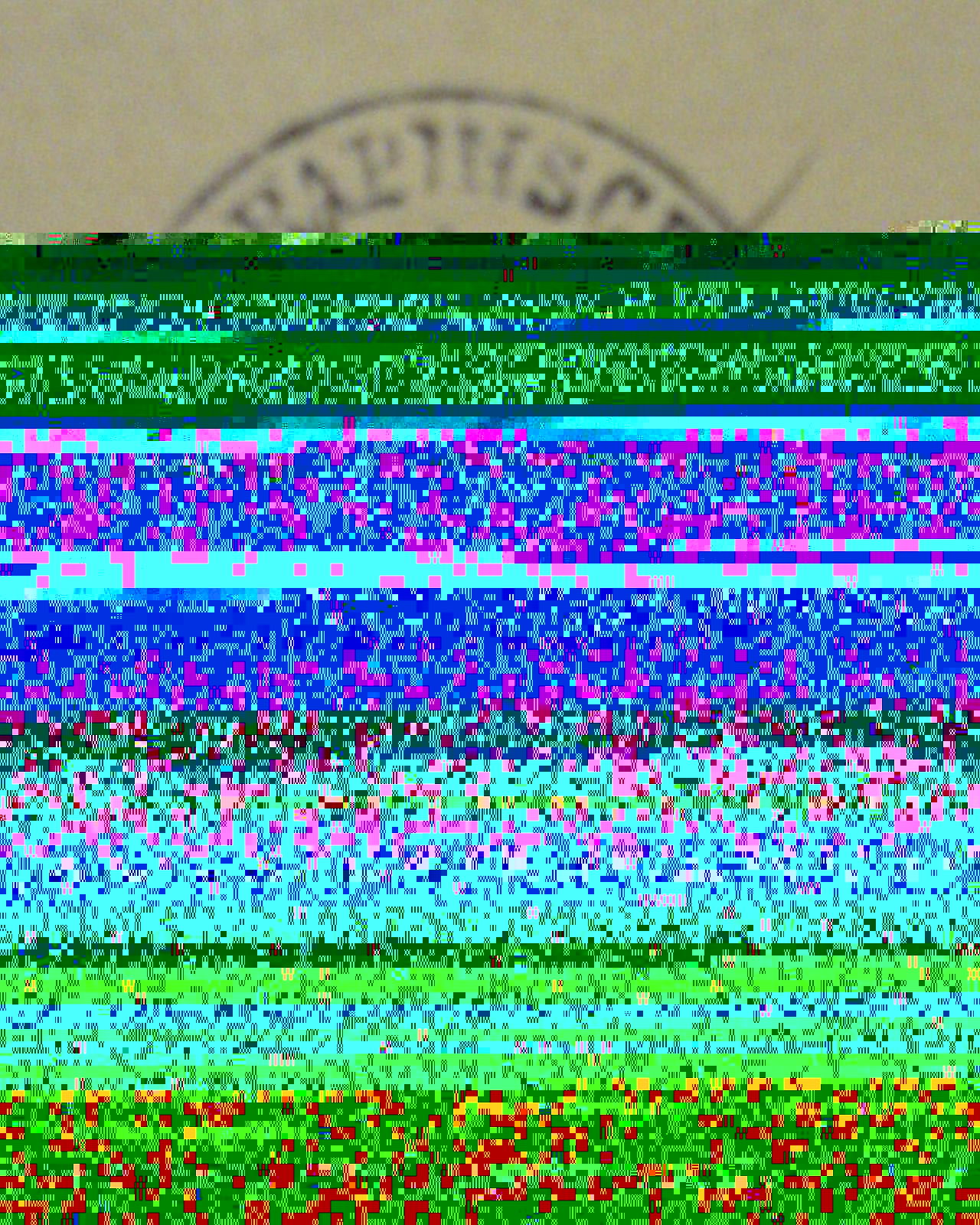
하드 디스크 드라이브에서 자료 복구 실패의 결과

"논리적 손상"이라는 용어는 하드웨어 문제가 아니라 소프트웨어 수준의 해결책이 필요한 상황을 의미한다.

### 손상된 파티션 및 파일 시스템, 미디어 오류
어떤 경우에는 하드 디스크 드라이브의 자료가 파티션 테이블 또는 파일 시스템 손상, 또는 (간헐적인) 미디어 오류로 인해 읽을 수 없게 될 수 있다. 이러한 경우 대부분의 경우, TestDisk와 같은 특수 자료 복구 소프트웨어를 사용하여 손상된 파티션 테이블 또는 파일 시스템을 복구함으로써 원래 자료의 적어도 일부를 복구할 수 있다. ddrescue와 같은 소프트웨어는 간헐적인 오류에도 불구하고 미디어를 이미지화할 수 있으며, 파티션 테이블 또는 파일 시스템 손상이 있을 때 원시 자료를 이미지화할 수 있다. 이러한 유형의 자료 복구는 드라이브 하드웨어에 대한 전문 지식이 없는 사람들도 수행할 수 있는데, 이는 특별한 물리적 장비나 플래터에 대한 접근이 필요 없기 때문이다.
때로는 비교적 간단한 방법과 도구를 사용하여 자료를 복구할 수 있다. 더 심각한 경우에는 전문가의 개입이 필요하며, 특히 파일의 일부가 복구 불가능한 경우 더욱 그렇다. 자료 카빙은 파일 구조에 대한 지식을 사용하여 손상된 파일의 일부를 복구하는 것이다.

### 덮어쓰인 자료
하드 디스크 드라이브에 자료가 물리적으로 덮어쓰인 후에는 이전 자료를 복구하는 것이 더 이상 불가능하다고 일반적으로 가정한다. 1996년, 컴퓨터 과학자 피터 거트만은 자기력 현미경을 사용하여 덮어쓰인 자료를 복구할 수 있다는 논문을 발표했다. 2001년, 그는 비슷한 주제로 또 다른 논문을 발표했다. 이러한 유형의 자료 복구에 대비하기 위해 거트만과 콜린 플럼은 거트만 방식으로 알려진 자료를 되돌릴 수 없게 지우는 방법을 설계했으며, 이는 여러 디스크 지우기 소프트웨어 패키지에서 사용된다.
이후 상당한 비판이 따랐는데, 주로 덮어쓰인 자료의 상당량이 복구된 구체적인 사례가 부족하다는 점에 초점을 맞추었다. 거트만의 논문에는 특히 하드 드라이브에서 자료가 인코딩되고 처리되는 방식에 대한 정보와 관련하여 여러 오류와 부정확한 내용이 포함되어 있다. 거트만의 이론이 옳을 수도 있지만, 덮어쓰인 자료가 복구될 수 있다는 실제적인 증거는 없으며, 연구는 덮어쓰인 자료가 복구될 수 없다는 것을 지지하는 것으로 나타났다.틀:Specify
솔리드 스테이트 드라이브(SSD)는 하드 디스크 드라이브(HDD)와는 다르게 자료를 덮어쓰는데, 이는 적어도 일부 자료를 더 쉽게 복구할 수 있게 한다. 대부분의 SSD는 플래시 메모리를 사용하여 페이지와 블록에 자료를 저장하며, 논리 블록 주소(LBA)를 통해 참조되고 플래시 변환 계층(FTL)에 의해 관리된다. FTL이 섹터를 수정할 때 새로운 자료를 다른 위치에 쓰고 지도를 업데이트하여 새로운 자료가 대상 LBA에 나타나도록 한다. 이는 수정 전 자료를 제자리에 남겨두며, 여러 세대에 걸쳐 있을 수 있고, 자료 복구 소프트웨어로 복구할 수 있다.

### 손실, 삭제, 포맷된 자료
때때로 물리적 드라이브(내부/외부 하드 디스크, USB 드라이브 등)에 존재하는 자료가 바이러스 공격, 실수로 인한 삭제 또는 실수로 SHIFT+DELETE 키 사용과 같은 상황으로 인해 손실, 삭제 및 포맷되는 경우가 있다. 이러한 경우 자료 복구 소프트웨어를 사용하여 자료 파일을 복구/복원한다.

### 논리적 불량 섹터
하드 디스크의 논리적 오류 목록에서 논리적 불량 섹터는 자료를 읽을 수 없게 만드는 가장 흔한 오류이다. 때로는 소프트웨어에서 오류 감지를 우회하여 반복적인 읽기와 통계적 분석을 통해 기본 저장된 자료의 적어도 일부를 복구할 수 있다. 때로는 저장된 자료와 오류 감지 및 수정 코드에 대한 사전 지식을 사용하여 오류가 있는 자료도 복구할 수 있다. 그러나 기본 물리적 드라이브가 심하게 손상된 경우, 자료를 둘러싼 하드웨어는 적어도 교체해야 하며, 물리적 기록 매체에 실험실 기술을 적용해야 할 수도 있다. 각 접근 방식은 점진적으로 더 비싸며, 따라서 점진적으로 더 드물게 시도된다.
결국, 최종 물리적 저장 매체가 심각하게 손상되었다면 어떤 수단으로도 복구는 불가능할 것이다. 정보는 되돌릴 수 없이 손실된다.

## 원격 자료 복구
복구 전문가는 항상 손상된 하드웨어에 물리적으로 접근할 필요는 없다. 손실된 자료가 소프트웨어 기술로 복구될 수 있는 경우, 인터넷, LAN 또는 손상된 미디어의 물리적 위치에 대한 다른 연결을 통해 원격 접근 소프트웨어를 사용하여 복구를 수행할 수 있다. 이 과정은 본질적으로 최종 사용자가 직접 수행할 수 있는 것과 다르지 않다.
원격 복구에는 적절한 대역폭을 가진 안정적인 연결이 필요하다. 그러나 물리적 손상과 같이 하드웨어 접근이 필요한 경우에는 적용할 수 없다.

## 자료 복구의 네 단계
일반적으로 성공적인 자료 복구에는 네 가지 단계가 있지만, 자료 손상 및 필요한 복구 유형에 따라 달라질 수 있다.
1단계하드 디스크 드라이브 수리
하드 드라이브를 수리하여 어떤 형태로든 작동시키거나, 최소한 자료를 읽을 수 있는 상태로 만든다. 예를 들어, 헤드가 나쁘면 교체해야 하고, PCB가 고장 나면 수리하거나 교체해야 하며, 스핀들 모터가 나쁘면 플래터와 헤드를 새 드라이브로 옮겨야 한다.
2단계드라이브를 새 드라이브 또는 디스크 이미지 파일로 이미지화
하드 디스크 드라이브가 고장 나면 드라이브에서 자료를 가져오는 것이 최우선이다. 고장 난 드라이브를 오래 사용할수록 추가적인 자료 손실이 발생할 가능성이 높아진다. 드라이브 이미지를 생성하면 다른 장치에 자료의 보조 사본이 생성되어 원본을 손상시키지 않고 안전하게 테스트 및 복구 절차를 수행할 수 있다.
3단계파일, 파티션, MBR 및 파일 시스템 구조의 논리적 복구
드라이브가 새 드라이브로 복제된 후에는 손실된 자료 검색을 시도하기에 적합하다. 드라이브가 논리적으로 고장 난 경우 여러 가지 이유가 있을 수 있다. 복제본을 사용하면 파티션 테이블 또는 마스터 부트 레코드(MBR)를 복구하여 파일 시스템의 자료 구조를 읽고 저장된 자료를 검색할 수 있다.
4단계검색된 손상된 파일 수리
자료 손상은 예를 들어 파일이 손상된 드라이브의 섹터에 기록될 때 발생할 수 있다. 이는 고장 나는 드라이브에서 가장 흔한 원인으로, 자료를 재구성하여 읽을 수 있게 해야 한다는 의미이다. 손상된 문서는 여러 소프트웨어 방법으로 복구하거나 헥스 편집기를 사용하여 수동으로 문서를 재구성할 수 있다.

## 복구 디스크
윈도우 운영체제는 이미 라이선스를 받은 컴퓨터에 재설치할 수 있다. 재설치는 운영체제를 다운로드하거나 컴퓨터 제조업체가 제공하는 "복구 디스크"를 사용하여 수행할 수 있다. 에릭 룬드그렌은 2018년 4월 28,000개의 복구 디스크를 생산하여 컴퓨터 수리점에 약 25센트씩 배포하려 한 혐의로 벌금을 부과받고 미국 연방 교도소에 수감되었다.

## 자료 복구 소프트웨어 목록

### 부팅 가능
자료 복구는 항상 실행 중인 시스템에서 수행될 수 있는 것은 아니다. 결과적으로 부팅 디스크, 라이브 CD, 라이브 USB 또는 다른 종류의 라이브 배포판에는 최소한의 운영체제가 포함되어 있다.
- BartPE: 마이크로소프트 윈도우 XP 또는 윈도우 서버 2003 32비트 운영체제의 경량 변형으로, 윈도우 사전 설치 환경과 유사하며 라이브 CD 또는 라이브 USB 드라이브에서 실행할 수 있다. 단종되었다.
- 핀닉스: 데비안 기반의 라이브 CD로, 작고 빠르며 컴퓨터 및 자료 복구에 유용하다.
- 디스크 드릴: 자료 복구를 위한 부팅 가능한 macOS USB 드라이브를 생성할 수 있다.
- 크노픽스: 리눅스에서 자료 복구 유틸리티를 포함한다.
- 시스템 리스큐: 아치 리눅스 기반의 라이브 CD로, 부팅 불가능한 컴퓨터 시스템을 수리하고 시스템 충돌 후 자료를 검색하는 데 유용하다.
- 윈도우 사전 설치 환경 (WinPE): 맞춤형 윈도우 부팅 DVD (마이크로소프트에서 제작 및 무료 배포). 나열된 프로그램 중 하나로 부팅하도록 수정할 수 있다.

### 일관성 검사기
- CHKDSK: DOS 및 윈도우 시스템용 일관성 검사기
- 디스크 퍼스트 에이드: 클래식 맥 OS용 일관성 검사기
- 디스크 유틸리티: macOS용 일관성 검사기

s*Fsck: 유닉스 및 유닉스 계열 시스템용 일관성 검사기
- GParted: GNU Parted의 GUI로, fsck를 호출할 수 있다.

### 파일 복구
- CDRoller: 광 디스크에서 자료를 복구한다.
- 디스크 드릴: macOS 및 윈도우용 자료 복구 응용 프로그램
- DMDE: 다중 플랫폼 자료 복구 및 디스크 편집 도구
- dvdisaster: 광 디스크용 오류 수정 자료를 생성한다.
- GetDataBack: 윈도우 복구 프로그램
- Hetman Partition Recovery: 자료 드라이브 복구 솔루션
- IsoBuster: 광 디스크, USB 스틱, 플래시 드라이브 및 하드 드라이브에서 자료를 복구한다.
- Lziprecover: 모든 종류의 파일에 대한 오류 수정 자료를 생성한다.
- Mac Data Recovery Guru: USB 스틱, 광 미디어 및 하드 드라이브에서 작동하는 Mac OS X 자료 복구 프로그램
- MiniTool Partition Wizard: 윈도우 7 이상용; 자료 복구 포함
- 노턴 유틸리티: 파일 복구 구성 요소를 포함하는 유틸리티 모음
- PhotoRec: 파일을 복구하는 데 사용되는 텍스트 사용자 인터페이스를 갖춘 고급 다중 플랫폼 프로그램
- Recover My Files: 윈도우 2000 이상용 독점 소프트웨어—FAT, NTFS 및 HFS
- Recovery Toolbox: 다양한 윈도우 2000 이상 프로그램용 프리웨어 및 셰어웨어 도구 및 온라인 서비스
- Recuva: 윈도우 2000 이상용 독점 소프트웨어—FAT 및 NTFS
- Stellar Data Recovery: 윈도우 및 macOS용 자료 복구 유틸리티
- TestDisk: 무료, 오픈 소스, 다중 플랫폼. 파일 및 손실된 파티션 복구
- AVG 튠업: 윈도우 XP 이상용 파일 복구 구성 요소를 포함하는 유틸리티 모음
- Windows File Recovery: 마이크로소프트의 명령줄 유틸리티로 윈도우 10 버전 2004 이상에서 삭제된 파일을 복구한다.
- BLR 자료 복구 소프트웨어: 이 복구 소프트웨어는 HDD, SSD, USB 드라이브, NAS, 윈도우 등에서 자료를 복구하는 데 도움이 된다.
- R-Linux: R-Linux는 리눅스 OS 및 여러 유닉스에서 사용되는 Ext2/Ext3/Ext4 FS 파일 시스템용 무료 파일 복구 유틸리티이다.

### 포렌식
- Foremost: 원래 미국 공군 특수수사국과 NPS 정보 시스템 보안 연구 센터에서 개발한 오픈 소스 명령줄 파일 복구 프로그램
- Forensic Toolkit: 액세스데이터에서 제작, 법 집행 기관에서 사용
- Open Computer Forensics Architecture: 리눅스용 오픈 소스 프로그램
- The Coroner's Toolkit: 침입 후 유닉스 시스템의 포렌식 분석을 지원하는 유틸리티 모음
- The Sleuth Kit: TSK로도 알려져 있으며, 브라이언 캐리어가 유닉스, 리눅스 및 윈도우 시스템용으로 개발한 포렌식 분석 도구 모음이다. TSK에는 오톱시 포렌식 브라우저가 포함되어 있다.

### 이미징 도구
- 클론질라: 무료 디스크 복제, 디스크 이미징, 자료 복구 및 배포 부팅 디스크
- dd: 유닉스 계열 시스템에서 흔히 볼 수 있는 바이트 대 바이트 복제 도구
- ddrescue: dd와 유사한 오픈 소스 도구로, 고장 나는 저장 장치의 불량 블록을 건너뛰고 나중에 다시 시도하는 기능을 갖춘다.
- Team Win Recovery Project: 안드로이드 장치용 무료 오픈 소스 복구 시스템

## 물리적 손상 이후의 자료 복구

### ISO 인증
- ISO 3: (Ulpa Filter) 가장 높은 표준 관리
- ISO 4: (Ulpa Filter /hepa) 높은 표준 관리
- ISO 5: (Hepa Filter) 높은 표준 관리 최소
- ISO 6: (Hepa Filtration) 중간 표준 관리
- ISO 7: (Hepa Filtration**) 보통 표준 관리

### 복구 기술
복구 기술로는 하드웨어 수리와 디스크 이미징이 있다.
- 하드웨어 수리
- 디스크 이미징

## 논리적 손상 이후의 자료 복구
복구 기술로는 무결성 검사와 제로 날리지 분석이 있다.
- 무결성 검사
- 영지식 증명(zero-knowledge proof)

## 같이 보기
- 자료 손실
- 백업
- 연속 데이터 보호
- 데이터 소거